# Willy Furchner
Willy Furchner (* 20. Oktober 1892 in Berlin; † 20. Februar 1968 ebenda) war ein deutscher Politiker (SPD).
Willy Furchner besuchte eine Volksschule und machte eine kaufmännische Lehre. Er wurde 1919 Kalkulator und Werkbuchhalter bei der Firma Julius Pintsch AG in Berlin. 1925 trat er der SPD bei.
Nach dem Zweiten Weltkrieg wurde Furchner Angestellter bei der „Gewerkschaft der kaufmännischen, Büro- und Verwaltungsangestellten“ im Freien Deutschen Gewerkschaftsbund (FDGB). Bei der ersten Berliner Wahl 1946 wurde er in die Stadtverordnetenversammlung von Groß-Berlin gewählt. Bei der folgenden Wahl 1948 wurde Furchner zusätzlich auch in die Bezirksverordnetenversammlung im Bezirk Wedding gewählt. Ende 1950 schied er aus beiden Ämtern aus.